# Премијер (ТВ серија)
Премијер је српска телевизијска серија снимана током 2007. и 2008. године у режији Милана Караџића.

## Радња
Тема серије је сатира политичког живота у Србији у будућности, 2015. године.
Политичке странке се препиру око својих кандидата за место премијера тако да игром случаја победи кандидат који свакоме најмање смета- Јован Петровић. То је народски човек који се пре посла премијера бавио писањем књига и народним умотворинама. Уместо написаних политичких говора он говори просто, служећи се изрекама и због тога убрзо постаје популаран и омиљен у народу.
Секретар Владе Божидар Сарић је десна рука премијера и његов најближи сарадник, док председница Републике Борјана Алимпијевић често долази у сукоб са премијером који најчешће престаје компромисом.
Ток серије прати сплет догађаја око међустраначких препирки испреплетаних са приватним животима највиших државних функционера који се веома одражавају на њихов професионални живот тј. вођење државе.

## Улоге
| Глумац                 | Улога                                      |
| ---------------------- | ------------------------------------------ |
| Милорад Мандић Манда   | Јован Петровић, премијер                   |
| Милутин Мима Караџић   | Божидар Сарић, секретар Владе              |
| Мирка Васиљевић        | Ива, сестричина секретара Владе            |
| Исидора Минић          | Милина, секретарица премијера              |
| Анита Манчић           | Софија, премијерова супруга                |
| Милена Предић          | новинарка                                  |
| Јелисавета Сека Саблић | Борјана Алимпијевић, председница Републике |
| Никола Којо            | директор БИА-е                             |
| Мира Ђурђевић          | саветница председнице Републике            |
| Виктор Савић           | Мрвичак, телохранитељ                      |
| Марко Живић            | Ђокић, министар                            |
| Андријана Тасић        | Ружа, конобарица у бифеу Владе             |
| Мирољуб Турајлија      | Саша, саветник за односе са јавношћу       |
| Бранко Бабовић         |                                            |
| Дубравка Дракић        |                                            |
| Младен Нелевић         |                                            |
| Божидар Зубер          |                                            |
| Горан Султановић       |                                            |
| Срђан Милетић          | премијер Републике Српске                  |
| Рене Биторајац         |                                            |
| Никола Ракочевић       |                                            |
| Лазар Дубовац          |                                            |
| Јелена Гавриловић      |                                            |
| Сузана Лукић           |                                            |
| Данијела Штајнфелд     |                                            |
| Лако Николић           |                                            |
| Aнђелика Симић         |                                            |
| Љубомир Бандовић       |                                            |
| Милош Ђорђевић         |                                            |
| Ивана Николић          |                                            |
| Милена Васић           |                                            |
| Дејан Луткић           |                                            |
| Павле Пекић            |                                            |
| Бојана Ординачев       |                                            |
| Тања Петровић          |                                            |
| Ивана Мрваљевић        |                                            |
| Нађа Маршићевић        |                                            |
| Елизабета Ђоревска     |                                            |
| Андрија Милошевић      |                                            |
| Милан Вучковић         |                                            |
| Милош Пјевач           |                                            |
| Миња Вулетић           |                                            |